# Búa liềm

Biểu tượng búa liềm của Liên Xô (1955–91)

Biểu tượng búa liềm của Đảng Cộng sản Việt Nam cũng như nhiều phong trào, tổ chức và nhà nước Cộng Sản trên toàn thế giới

Búa và liềm (Unicode ☭) là biểu tượng của những người theo chủ nghĩa Cộng sản, đại diện cho 1 tổ chức Cộng sản, Đảng Cộng sản hay Nhà nước đi theo Chủ nghĩa Cộng sản, biểu tượng này hình thành từ Cách mạng Nga, với cái búa đại diện cho giai cấp công nhân và liềm đại diện cho giai cấp nông dân.
Biểu tượng này được thể hiện bằng một cái búa và một cái liềm đặt chéo nhau. Hai công cụ này tượng trưng tương ứng cho công nhân công nghiệp đô thị và các nông dân nông nghiệp nông thôn, và sự đặt chồng lên nhau tượng trưng cho sự thống nhất của hai giai cấp lao động.
Sau Chiến tranh thế giới thứ nhất (từ đó Nga rút lui vào năm 1917) và Nội chiến Nga, búa liềm được sử dụng rộng rãi hơn như một biểu tượng cho lao động trong Liên Xô và vì đoàn kết vô sản quốc tế. Nó được nhiều phong trào cộng sản trên khắp thế giới áp dụng, một số có các biến thể địa phương. Búa liềm phổ biến ở các nước xã hội chủ nghĩa, như Trung Quốc, Cuba, Bắc Triều Tiên, Lào, và Việt Nam, nhưng cũng có một số các nước cộng hòa thuộc Liên Xô cũ sau Sự tan rã của Liên Xô, chẳng hạn như Belarus và Nga. Một số quốc gia đã áp đặt cấm biểu tượng cộng sản, cấm trưng bày búa liềm.

## Lịch sử biểu tượng búa liềm của chủ nghĩa Cộng sản
Ý tưởng ban đầu là sử dụng hình ảnh búa đặt trên lưỡi cày, nhưng hình ảnh búa và liềm được sử dụng và biết đến nhiều hơn khi cũng phản ánh sự thống nhất của người nông dân và công nhân. Biểu tượng Búa và liềm mặc dù sử dụng từ những năm 1917-1918 nhưng mãi đến năm 1922 mới trở thành biểu tượng chính thức.
Trước đó Búa và lưỡi cày được sử dụng trên đồng phục, huy chương, mũ của Hồng quân và Cảnh sát. Sau đó, Búa và liềm được thông qua vào năm 1923 để trở thành biểu tượng trên lá cờ của Liên Xô, và thông qua lần cuối trong Hiến pháp 1924 của Liên Xô, và là cờ của các nước Cộng hòa thuộc Liên Bang Xô Viết sau năm 1924.
Trước đó các nước Cộng hòa thường sử dụng cờ nền đỏ, cùng với dòng chữ vàng có tên của nước Cộng hòa đó, nó được viết trong Điều 6 trong Hiến pháp 1918 của Liên Xô.
- Huy hiệu của Liên bang Xô Viết và huy hiệu của các nước Cộng hòa thuộc Xô Viết sử dụng biểu tượng búa, liềm và ngôi sao đỏ trên mũ của lính Hồng quân và nhiều vị trí khác.

## Sử dụng ở hiện tại

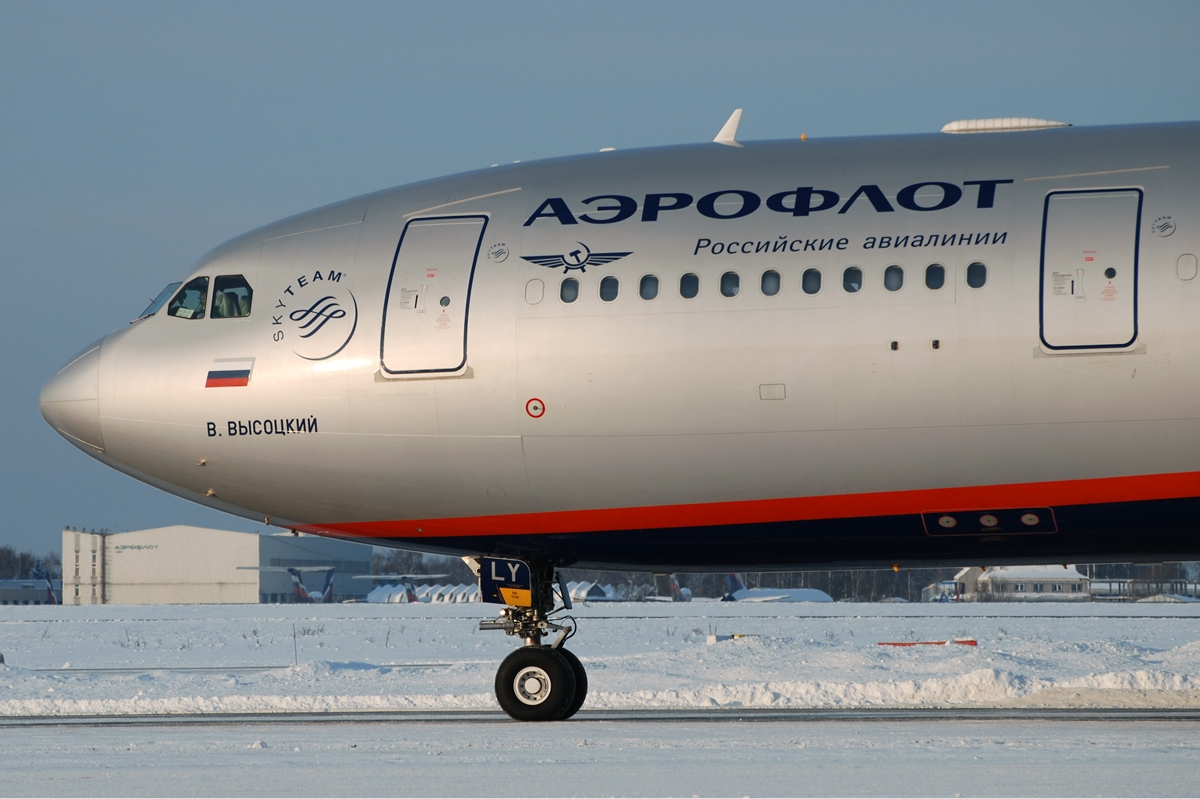
Biểu tượng búa liềm vẫn được sử dụng trong bộ nhận diện thương hiệu của Aeroflot.

Một lá cờ với một búa liềm màu vàng và trên phông màu đỏ được sử dụng phổ biến ở Lào và ở Việt Nam. 2 chủ thể liên bang thuộc Liên bang Nga vẫn còn sử dụng biểu tượng này, tỉnh Vladimir sử dụng trên lá cờ và tỉnh Bryansk sử dụng trên huy hiệu chính thức. Ngoài ra, thành phố Oryol của Nga cũng sử dụng búa liềm trên lá cờ của họ.
- Hãng hàng không quốc gia Nga Aeroflot vẫn tiếp tục dùng búa liềm là biểu tượng
- Chính phủ ly khai Transnistria sử dụng cờ và biểu tượng cũ (với thay đổi nhỏ) của Cộng hòa Xã hội chủ nghĩa Xô viết Moldavia
- Đảng Cộng sản Trung Quốc cũng sử dụng biểu tượng này. Nó cũng được sử dụng bởi các Đảng Cộng sản ở hầu hết các nước.
- Nhóm theo học thuyết Mao Trạch Đông, Shining Path (Đảng Cộng sản Peru) sử dụng nó như một phần của biểu tượng.
- Đảng Cộng sản Việt Nam và Đảng Nhân dân Cách mạng Lào vẫn sử dụng biểu tượng búa liềm làm chính.

Biểu tượng Cộng Sản Quốc tế

Biểu tượng Búa - Bút lông - Liềm của Đảng Lao động Triều Tiên.

Biểu tượng Cộng hòa Áo.

## Các biến thể của biểu tượng
- Quốc kỳ Angola cho thêm một phần của 1 bánh răng và cây mã tấu bắt chéo, trên đỉnh là ngôi sao vàng.
- Biểu tượng của Đảng Cộng sản Hoa Kỳ 1 nửa vòng tròn là răng cưa, nửa còn lại là liềm. Một cái búa được đặt trực tiếp trên tay cầm của liềm và đầu búa đặt tại trung tâm của biểu tượng.
- Biểu tượng của Đảng Cộng sản Thổ Nhĩ Kỳ thể hiện hình ảnh 1 nửa bánh răng đặt chéo với một cái búa và 1 ngôi sao nhỏ trên đỉnh búa.
- Biểu tượng của quốc kỳ Cộng hòa dân chủ Đức sử dụng búa và compa.
- Biểu tượng của Đảng Lao động Triều Tiên thể hiện hình ảnh của búa, bút lông và liềm.
- Cộng hòa Viễn đông thuộc Nga từng sử dụng hình ảnh một cái mỏ neo đặt chéo với một cái cuốc, tượng trưng cho sự hợp nhất giữa ngư dân và thợ mỏ.
- Đệ Tam Quốc tế, chủ trì bởi Vladimir Lenin sử dụng biểu tượng là búa liềm và quả Địa cầu đè lên nhau.
- Đệ Tứ Quốc tế, chủ trì bởi Lev Davidovich Trotsky sử dụng biểu tượng là búa liềm và số 4 đè lên nhau.
- Đệ ngũ quốc tế sử dụng biểu tượng kết hợp cái búa và số 5 (số 5 tạo vòm như 1 lưỡi liềm)
- Đảng Cộng sản Liên hiệp Anh sử dụng búa và con chim bồ câu. Được thiết kế bởi Mikhal Boncza vào năm 1988, thiết kế nổi bật khi hiển thị hình ảnh kết nối của Đảng để phong trào hòa bình.
- Maki Đảng Cộng sản Israel
- Cộng hòa Áo thể hiện trên lá cờ hình ảnh con chim đại bàng (đội vương miện) nắm cái búa vàng ở chân trái, và cái liềm vàng ở chân phải. Những công cụ đó không phải thể hiện hướng đi theo chủ nghĩa Cộng sản mà nó thể hiện sự kết hợp giữa tầng lớp quý tộc trước đây và những người lao động công nông nghiệp cùng tạo nên 1 nền dân chủ Cộng hòa.

Những thành tố thể thiết kế bao gồm: Bút mực lông, liềm, búa, cuốc, xẻng, đuốc, mỏ lết, rìu, súng, compa.

## Tình trạng pháp lý và những tranh cãi
Ở một số nước trong khối Đông Âu trước đây từng xác định búa liềm là biểu tượng của "sự chuyên chế và là hệ tư tưởng độc ác", nếu sử dụng thì bị coi là hành vi của tội phạm hình sự. Tại Hungary (1994), Litva (2008), Ba Lan (2009) từng bị chính phủ các nước này ra lệnh cấm sử dụng, nhưng vào năm 2011 thì các lệnh cấm này bị tòa án Hiến pháp cho là vi hiến, và biểu tượng búa liềm được sử dụng tiếp tại các nước này.
Tại Moldova (2012) biểu tượng Cộng sản này cùng với các biểu tượng Cộng sản khác từng bị chính phủ cấm hiển thị trên các phương tiện thông tin đại chúng. Nhưng vào tháng 5 năm 2013, Tòa án Hiến pháp Moldova phán quyết rằng biểu tượng của Đảng Cộng sản Moldova - búa và liềm là hợp pháp và được phép sử dụng.
Một luật tương tự đã được xem xét ở Estonia, nhưng cuối cùng đã thất bại tại Ủy ban quốc hội. Nước này (cũng như Litva và Latvia) chỉ cấm sử dụng biểu tượng Liên Xô như sao đỏ vì họ cho là đã bị Liên Xô chiếm đóng bất hợp pháp theo như Hiệp ước Xô-Đức cho đến khi Liên Xô sụp đổ vào năm 1991. Các bộ trưởng ngoại giao của Litva, Latvia, Bulgaria, Hungary, Romania và Cộng hòa Séc từng kêu gọi một lệnh cấm toàn EU vào các biểu tượng Cộng sản trong năm 2010, nhưng không thành công.
Tại Indonesia, 1 sắc luật đã được ra theo đó cấm sự xuất hiện của biểu tượng này trên phương tiện đại chúng.

## Những lá cờ sử dụng biểu tượng búa liềm

Quốc kỳ Liên Xô từ 1922–1923
Quốc kỳ Liên Xô từ 1923–1924
Quốc kỳ Liên Xô từ 1924–1936
Quốc kỳ Liên Xô từ 1936–1955
Quốc kỳ Liên Xô từ 1955–1991
Quốc kỳ Cộng hòa Xã hội chủ nghĩa Xô viết Armenia từ 1937–1940
Quốc kỳ Cộng hòa Xã hội chủ nghĩa Xô viết Armenia từ 1940–1952
Quốc kỳ Cộng hòa Xã hội chủ nghĩa Xô viết Armenia từ 1952–1990
Quốc kỳ Cộng hòa Xã hội chủ nghĩa Xô viết Azerbaijan từ 1937–1940
Quốc kỳ Cộng hòa Xã hội chủ nghĩa Xô viết Azerbaijan từ 1940–1952
Quốc kỳ Cộng hòa Xã hội chủ nghĩa Xô viết Azerbaijan từ 1952–1956
Quốc kỳ Cộng hòa Xã hội chủ nghĩa Xô viết Azerbaijan từ 1956–1991
Quốc kỳ Cộng hòa Xã hội chủ nghĩa Xô viết Byelorussia từ 1937–1951
Quốc kỳ Cộng hòa Xã hội chủ nghĩa Xô viết Byelorussia từ 1951–1991
Quốc kỳ Cộng hòa Xã hội chủ nghĩa Xô viết Estonia từ 1940–1953
Quốc kỳ Cộng hòa Xã hội chủ nghĩa Xô viết Estonia từ 1953–1990
Quốc kỳ Cộng hòa Xã hội chủ nghĩa Xô viết Gruzia từ 1951–1990
Quốc kỳ Cộng hòa Xã hội chủ nghĩa Xô viết Kazakhstan từ 1937–1940
Quốc kỳ Cộng hòa Xã hội chủ nghĩa Xô viết Kazakhstan từ 1940–1953
Quốc kỳ Cộng hòa Xã hội chủ nghĩa Xô viết Kazakhstan từ 1953–1991
Quốc kỳ Cộng hòa Xã hội chủ nghĩa Xô viết Kirghizia từ 1952–1991
Quốc kỳ Cộng hòa Xã hội chủ nghĩa Xô viết Latvia từ 1940–1953
Quốc kỳ Cộng hòa Xã hội chủ nghĩa Xô viết Latvia từ 1953–1990
Quốc kỳ Cộng hòa Xã hội chủ nghĩa Xô viết Litva từ 1940–1953
Quốc kỳ Cộng hòa Xã hội chủ nghĩa Xô viết Litva từ 1953–1988
Quốc kỳ Cộng hòa Xã hội chủ nghĩa Xô viết tự trị Moldavia từ 1937–1938
Quốc kỳ Cộng hòa Xã hội chủ nghĩa Xô viết tự trị Moldavia từ 1938–1941
Quốc kỳ Cộng hòa Xã hội chủ nghĩa Xô viết Moldavia từ 1941–1952
Quốc kỳ Cộng hòa Xã hội chủ nghĩa Xô viết Moldavia từ 1952–1990
Quốc kỳ Cộng hòa Xã hội chủ nghĩa Xô viết Liên bang Nga từ 1954–1991
Quốc kỳ Cộng hòa Xã hội chủ nghĩa Xô viết Ukraina từ 1937–1949
Quốc kỳ Cộng hòa Xã hội chủ nghĩa Xô viết Ukraina từ 1949–1991
Quốc kỳ Cộng hòa Xã hội chủ nghĩa Xô viết Uzbekistan từ 1952–1991
Quốc kỳ Cộng hòa Xã hội chủ nghĩa Xô viết Turkmenia từ 1973–1991
Đảng kỳ Đảng Cộng sản Trung Quốc.
Đảng kỳ Đảng Cộng sản Việt Nam.
Đảng kỳ Đảng Nhân dân Cách mạng Lào.
Đảng kỳ Đảng Cộng sản Campuchia (Khmer Đỏ).
Đảng kỳ Đảng Cộng sản Liban.
Quân kỳ Hồng quân công nông Trung Quốc.
Đảng kỳ Đảng Cộng sản Rumani.
Cờ của tỉnh Bryansk Oblast.
Đảng kỳ Đảng Cộng sản Ấn Độ.
Đảng kỳ Đảng quốc gia Bolshevik
Đảng kỳ Đảng mặt trận nhân dân cách mạng giải phóng Thổ Nhĩ Kỳ.
Hiệu kỳ Hải quân Liên Xô.

#### Các biến thể đáng chú ý ngoài tổ hợp búa-liềm

Đảng kỳ Đảng Lao động Triều Tiên với biểu tượng Búa - Bút lông - Liềm.
Đảng kỳ Đảng Cộng sản Hoa Kỳ với biểu tượng Bánh răng - Búa - Liềm.
Quốc kỳ Angola với biểu tượng bánh răng - dao rựa và ngôi sao.

### Quốc huy

#### Các nước Cộng hòa của Liên bang Xô viết

Quốc huy Liên Xô (1956–1991)
Quốc huy Cộng hòa Xã hội chủ nghĩa Xô viết Liên bang Nga (1978–1991)
Quốc huy Cộng hòa Xã hội chủ nghĩa Xô viết Ukraina (1949–1991)
Quốc huy Cộng hòa Xã hội chủ nghĩa Xô viết Byelorussia (1981–1991)
Quốc huy Cộng hòa Xã hội chủ nghĩa Xô viết Uzbekistan (1978–1992)
Quốc huy Cộng hòa Xã hội chủ nghĩa Xô viết Kazakhstan (1978–1991)
Quốc huy Cộng hòa Xã hội chủ nghĩa Xô viết Gruzia
Quốc huy Cộng hòa Xã hội chủ nghĩa Xô viết Azerbaijan
Quốc huy Cộng hòa Xã hội chủ nghĩa Xô viết Litva
Quốc huy Cộng hòa Xã hội chủ nghĩa Xô viết Moldavia
Quốc huy Cộng hòa Xã hội chủ nghĩa Xô viết Latvia
Quốc huy Cộng hòa Xã hội chủ nghĩa Xô viết Kirghizia
Quốc huy Cộng hòa Xã hội chủ nghĩa Xô viết Tajikistan
Quốc huy Cộng hòa Xã hội chủ nghĩa Xô viết Armenia
Quốc huy Cộng hòa Xã hội chủ nghĩa Xô viết Turkmenia
Quốc huy Cộng hòa Xã hội chủ nghĩa Xô viết Estonia

#### Quốc huy các nhà nước khác

Quốc huy Lào phiên bản trước 1991.
Quốc huy nhà nước Transnistria tự xưng.
Quốc huy Angola với tổ hợp rựa-cuốc và bánh răng.